# Saint-Bernard-de-Lacolle
Saint-Bernard-de-Lacolle es un municipio de parroquia de la provincia de Quebec en Canadá. Es una de las ciudades pertenecientes al municipio regional de condado de Les Jardins-de-Napierville y, a su vez, a la región de Vallée-du-Haut-Saint-Laurent en Montérégie.

## Geografía
El territorio de Saint-Bernard-de-Lacolle está ubicado entre Saint-Cyprien-de-Napierville al norte, Lacolle al este, el estado estadounidense de Nueva York al sur, el cantón de Hemmingford al oeste y Saint-Patrice-de-Sherrington al noroeste. Tiene una superficie total de 113,42 km² cuyos 113,13 son tierra firme.

## Política
Forma parte de las circunscripciones electorales de Huntingdon a nivel provincial y de Beauharnois-Salaberry a nivel federal.

## Demografía
Según el censo de Canadá de 2011, había 1477 personas residiendo en este municipio con una densidad de población de 13,0 hab./km². Los datos del censo mostraron que de las 1537 personas censadas en 2006, en 2011 hubo una diminución de 60 habitantes (-3,9 %). El número total de inmuebles particulares resultó de 657. El número total de viviendas particulares que se encontraban ocupadas por residentes habituales fue de 600.